# 일반 정보 모델 (컴퓨팅)
일반 정보 모델(Common Information Model, CIM)은 정보기술 환경에서 어떻게 관리 요소가 객체들의 일반적인 모임과 이들 사이의 관계로 대표되는지를 결정하는 오픈 표준이다. 이 모델은 제조업체나 제공업체와는 독립적으로 이러한 관리 요소를 꾸준하게 관리할 수 있도록 해 준다.

## CIM 표준
- CIM Infrastructure Specification

이 규격은 CIM의 아키텍처와 개념을 정의하고 있다. CIM 아키텍처는 UML을 기반으로 하고 있으므로 객체 지향이다. 이 관리 요소는 CIM 클래스로 대표되며 이들 사이의 모든 관계는 CIM Association으로 대표된다.
- CIM Schema

CIM Schema는 객체들의 특정한 모임과, 정보기술 환경에서 관리 요소의 공통 기반을 대표하는 이들 사이의 관계를 정의하는 개념 스키마이다. CIM Schema는 오늘날의 IT 환경에서 보이는 대부분의 요소를 적용한다. 이를테면 컴퓨터 시스템, 운영 체제, 네트워크, 미들웨어, 서비스, 기억 장치를 들 수 있다.
CIM은 DMTF 표준의 대부분을 기본으로 사용하고 있다. (이를테면, WBEM, SMASH) 게다가 기억 장치의 관리를 위한 SMI-S 표준을 기본으로 사용하고 있다.

## 버전
- CIM Schema의 최신 버전 2.24.1은 2010년 2월 18일에 출판되었다.
- CIM Infrastructure Specification의 최신 버전 2.3은 2005년 10월 4일에 출판되었다.
- CIM Compliance Specification의 최신 버전 1.1은 2003년 12월 15일에 출판되었다.
- CIM Specification의 최신 버전 2.2는 1999년 6월 14일에 출판되었다.

## 도입
수많은 업체들은 다양한 형태로 CIM을 도입하고 있다.
- 대부분의 운영 체제는 CIM을 제공한다.[출처 필요]
- 스토리지 에어리어 네트워크 산업은 CIM, WBEM을 많이 사용한다. 이러한 사용을 SMI-S라고 부르며, SNIA에 표준으로 정의되어 있다.
- 대부분의 서버 제조업체들은 CIM 기반의 서버 관리를 정의하기 위해 SMASH하에서 DMTF 안에서 협동하고 있다.
- DMTF의 DASH 이니셔티브는 데스크톱 컴퓨터의 CIM 기반 관리 정의를 시도하고 있다.